# 北神圭朗
北神 圭朗（きたがみ けいろう、1967年2月1日 - ）は、日本の政治家、大蔵・財務官僚。衆議院議員（5期）。
経済産業大臣政務官（野田内閣・野田第1次改造内閣・野田第2次改造内閣）、内閣府大臣政務官（野田第2次改造内閣）、内閣総理大臣補佐官（野田第3次改造内閣）等を歴任した。

## 来歴
東京都出身。両親の仕事の都合により生後9ヶ月から18年間アメリカ合衆国カリフォルニア州ロサンゼルスで過ごし、週末は小学校1年から高等学校3年までの全課程、地元日本語補習授業校あさひ学園に通った。京都大学法学部（香西茂ゼミ）卒業。京大卒業後、大蔵省（現：財務省）に入省。大臣官房調査企画課。本省主税局総務課調査主任・総務第一係長を経て、1998年6月に内閣官房内閣内政審議室勤務となり、総理大臣秘書官だった細川興一の下で総理大臣秘書官補となる。1999年7月に金融企画局総務課長補佐（文書・調整）。その後は岩手県庁農林水産部企画課への出向。2002年に財務省を退官した。
2003年11月の第43回衆議院議員総選挙に、民主党公認で京都4区から出馬。同年9月に引退した野中広務の地盤を継承した自由民主党公認の田中英夫に敗れた。2005年の第44回衆議院議員総選挙では、田中が郵政民営化法案の衆議院本会議における採決で反対票を投じたために自民党の公認を得られず無所属で出馬し、自民党は元八木町長の中川泰宏を擁立。北神の得票数は中川、田中に次ぐ3位だったが、重複立候補していた比例近畿ブロックで復活し、初当選した。2009年の第45回衆議院議員総選挙では、前回同様中川は自民党公認、田中は無所属で出馬。北神が中川に比例復活を許さない大差をつけて破り、再選された。
2011年9月、野田内閣で経済産業大臣政務官に任命され、2012年7月より内閣府大臣政務官を兼務する。同年10月、野田第3次改造内閣で内閣総理大臣補佐官（重要政策に関する省庁間調整等担当）に任命された。同年12月の第46回衆議院議員総選挙では、京都4区で自民党新人の田中英之に敗れ、比例復活も叶わず落選した。
2013年4月6日、同年夏の第23回参議院議員通常選挙に京都府選挙区（定数2）から民主党公認で立候補を表明し、立候補したが、日本共産党新人の倉林明子に1万8千票の僅差で及ばず、次点で落選。落選後、政界からの引退を示唆した。2014年、第47回衆議院議員総選挙に民主党公認で京都4区から出馬したが、再び自民党前職の田中英之に敗れ、重複立候補していた比例近畿ブロックでも次点で落選した。
2016年2月12日、不倫が問題になっていた自民党の衆議院議員の宮崎謙介が議員辞職の意思を表明し16日に辞職が認められた。これに伴い京都府第3区の補欠選挙が4月24日に行われることになり、これに前回の総選挙で民主党から立候補し京都府第3区で落選し比例近畿ブロックで復活当選していた衆議院議員の泉健太が民進党から立候補した。これによって泉健太は衆議院議員を自動失職し、前回総選挙において比例近畿ブロックで民主党の名簿の次点だった北神が4月20日に繰り上げ当選し衆議院議員となった。また、補欠選挙では泉健太が当選し衆議院議員となった。
2017年10月3日に希望の党に公認申請し、3区前職の泉健太、6区前職の山井和則と共に府内の申請者が全て公認された。そのため、京都府内の民進党出身者の中では枝野幸男議員を代表とする新党「立憲民主党」に参加する前議員はいなかった。同月の第48回衆議院議員総選挙では、再び自民党前職の田中英之に敗れ、比例復活も叶わず落選した。その後希望の党が民進党と再合流した際は新党の国民民主党に参加せず無所属となった。
2021年10月の第49回衆議院議員総選挙に向け、政治団体の参政党（政党要件を満たすのは翌年）から同年10月8日に18万6千円の寄付を受け、かつ推薦も受けた。無所属で立候補し、連合京都と臨済宗妙心寺派からも推薦を受けた。現職の田中英之、日本共産党新人の2候補を破り、4期目の当選を果たした。11月4日、衆院選で当選した他の無所属議員4人と共に衆院会派「有志の会」を結成した。
2024年10月の第50回衆議院議員総選挙では、無所属で出馬し5選。

## 政策・主張
- 日本国憲法第9条の改正、集団的自衛権の行使に賛成[25]。
- 日本の核武装について「今後の国際情勢によっては検討すべき」としている[26]。
- 2011年、首相（当時）の菅直人が提案した検査停止中の玄海原子力発電所再稼動に際してのストレステスト導入に強く反発し、長島昭久・吉良州司ら党内保守派の中堅・若手議員11人で結成された「国益を考える会」に参加[27]。同年7月13日に長島、吉良の2名が首相官邸を訪れ、内閣官房副長官（当時）の仙谷由人に対し菅内閣の即時退陣および安全性が確認された検査済みの原子力発電所の早期再稼動を求める文書「菅総理の即時退陣を求めるの議」を提出した[28]。2012年の第46回衆議院議員総選挙では、原子力規制委員会の新基準を満たした原子力発電所の再稼働に賛成していた[26]が、2014年の第47回衆議院議員総選挙では日本における原発の必要性を否定した[25]。
- 2007年6月14日のワシントン・ポストに掲載された慰安婦の強制連行を否定する意見広告「THE FACTS」に賛同した。
- 村山談話、河野談話の見直しに反対[25]。
- 首相の靖国神社参拝に反対[25]。
- 2015年10月に予定されていた消費税率の10%への引き上げを1年半、先送りした安倍晋三首相の判断を評価する一方、アベノミクスについては評価していない[25]。
- 選択的夫婦別姓制度の導入にどちらかといえば反対[29]。
- 東洋経済オンラインへの寄稿『尖閣問題で感じた、我ら日本人のビビり根性』にて、「『お母さん、あなたの息子やお孫さんが、あの小さな島のために死んでくれますか。人殺しをしてくれますか』こうした国家からの重たい要請に、喜んでとまでは言わないまでも、少なからぬ決意を持って『わかりました』と応じてくれる国民が、どのくらいいるのでしょうか。少なくとも過半数はいないと、『毅然たる外交』なぞ、誰が総理になっても夢のまた夢です。」と述べ、領土問題にあたっては国民に「小さな小さな島のために、命を要求する、峻烈な愛情」が要求されると主張している[30]。

## 選挙歴
| 当落 | 選挙                     | 執行日         | 年齢 | 選挙区       | 政党     | 得票数     | 得票率 | 定数 | 得票順位 /候補者数 | 政党内比例順位 /政党当選者数 |
| ---- | ------------------------ | -------------- | ---- | ------------ | -------- | ---------- | ------ | ---- | ------------------ | ---------------------------- |
| 落   | 第43回衆議院議員総選挙   | 2003年11月09日 | 36   | 京都府第4区  | 民主党   | 7万2665票  | 33.35% | 1    | 2/3                | 18/11                        |
| 比当 | 第44回衆議院議員総選挙   | 2005年09月11日 | 38   | 京都府第4区  | 民主党   | 7万3550票  | 28.34% | 1    | 3/4                | 3/9                          |
| 当   | 第45回衆議院議員総選挙   | 2009年08月30日 | 42   | 京都府第4区  | 民主党   | 10万9865票 | 41.24% | 1    | 1/5                | /                            |
| 落   | 第46回衆議院議員総選挙   | 2012年12月16日 | 45   | 京都府第4区  | 民主党   | 4万8934票  | 22.17% | 1    | 2/8                | 8/3                          |
| 落   | 第23回参議院議員通常選挙 | 2013年07月21日 | 46   | 京都府選挙区 | 民主党   | 20万1297票 | 19.04% | 2    | 3/7                | /                            |
| 繰当 | 第47回衆議院議員総選挙   | 2014年12月14日 | 47   | 京都府第4区  | 民主党   | 5万8692票  | 30.33% | 1    | 2/4                | 5/4                          |
| 落   | 第48回衆議院議員総選挙   | 2017年10月22日 | 50   | 京都府第4区  | 希望の党 | 7万1068票  | 36.23% | 1    | 2/4                | 5/3                          |
| 当   | 第49回衆議院議員総選挙   | 2021年10月31日 | 54   | 京都府第4区  | 無所属   | 9万6172票  | 44.21% | 1    | 1/3                | /                            |
| 当   | 第50回衆議院議員総選挙   | 2024年10月27日 | 57   | 京都府第4区  | 無所属   | 10万2063票 | 51.25% | 1    | 1/3                | /                            |

## 所属団体・議員連盟
- 民主党ワイン産業振興議員連盟（副幹事長）
- 民主党たばこ産業政策議員連盟[31]
- 国際連帯税創設を求める議員連盟
- 永住外国人の地方参政権を慎重に考える勉強会
- 慰安婦問題と南京事件の真実を検証する会
- 日華議員懇談会
- 明治の日を実現するための議員連盟（副会長）[32]

## 政治資金
2024年9月19日、北神が2021年の衆院選の際、当時政治団体だった参政党から18万6千円の寄付を受けていたにもかからわず、選挙運動費用収支報告書に記載していなかったことが報じられた。北神は参政党から寄付の申し出を受けた際に普段使用していない口座を誤って伝えたため、報告書を作成する際に見落としたと釈明。収支報告書を修正し、「今後は気を付けたい」と述べた。

## 旧統一教会との関係
2021年4月、国立京都国際会館で統一教会系のイベント『新型コロナ終息を願う京都1万人祈りの集い』というイベントが開催される予定であった。実行委員長は統一教会の京都教区長で、『天の父母様聖会・世界平和統一家庭連合』や教団系列組織『京都府平和大使協議会』などが共催している。その『呼びかけ人』を国家公安委員長である二之湯智が務め、北神や繁本護、木村弥生、田中英之らが世話人に名を連ねた。